# Озио Сото
О̀зио Со̀то (на италиански: Osio Sotto, на източноломбардски: Йоз де Сота, Ös de Sóta) е град и община в Северна Италия, провинция Бергамо, регион Ломбардия. Разположен е на 182 m надморска височина. Населението на общината е 11 890 души (към 2010 г.).